# Де Морган, Уильям
Уильям Френд Де Морган (англ. William Frend De Morgan; 16 ноября 1839, Лондон — 15 января 1917, Лондон) — английский художник-керамист и писатель. Давний друг Уильяма Морриса и художников прерафаэлитов, он с 1863 по 1872 год проектировал для компании «Morris & Co.» керамические плитки для панно, витражи и мебель.

## Биография
Уильям Де Морган родился в Лондоне в семье известного математика Огастеса Де Моргана и Софии Элизабет Френд. С 1859 года учился в художественной школе при Королевской Академии художеств в Лондоне. В начале 1860-х годов Де Морган сблизился с Уильямом Моррисом и художниками, основанных Моррисом мастерских «Искусства и ремёсла», а также с кружком прерафаэлитов. В 1863—1872 годах Де Морган увлёкся искусством керамики, он разрабатывал рисунки керамических облицовочных плиток, основанные на традициях исламского искусства с мавританским орнаментом, растительными, анималистическими и фантастическими мотивами, типичными для искусства стран Ближнего Востока, которым он в то время увлекался. Де Морган успешно экспериментировал с глазурями и технологией обжига. Он также проектировал витражи, мебель, светильники.
В 1872 году де Морган основал керамическую фабрику в Челси (район Лондона) и работал там до 1881 года. Проектировал посуду, фаянсовые плитки, декоративные вазы и блюда. Он использовал люстр (глазурь с металлическим отблеском), изученный им на материале итальянской и испано-мавританской майолики, а также красочных фаянсов турецкого Изника. Он освоил всю «персидскую палитру» глазурей: тёмно-синий, бирюзовый, марганцево-фиолетовый, зелёный, индийский красный и лимонно-жёлтый цвета, и кроме того рубиновый люстр, заимствованный им из итальянской майолики Губбио, и мотивы орнаментики из работ Улисса Кантагалли, которыми он восхищался. Он применял также необычные сочетания красного люстра по кремовому фону с золотом и серебром. Сотрудничал с художниками мастерской «Гильдия века».
Многие из плиток Де Моргана были созданы для замысловатых узоров «коврового стиля», когда сложенные вместе с эффектом раппорта они образовали большие панно.
Однако, испытывая трудности со сбытом своих изделий, в 1907 году Уильям Де Морган оставил керамическое ремесло и закрыл свою мастерскую. «Ясно, что люстр и подглазурные росписи могут быть употреблены на всех частях зданий, которые ловят лучи восходящего солнца… Всю свою жизнь я пытался делать красивые вещи, — сказал он тогда, — и теперь, когда я могу сделать их, никто не хочет их».
Уильям Де Морган обратился к написанию романов и стал более известным, чем в то время, когда был художником-керамистом. Его первый роман, «Джозеф Вэнс», был опубликован в 1906 году и стал сенсацией как в Великобритании, так и в Соединенных Штатах. За этим последовали «Дело бесчестья», «Просто Алиса» и двухтомник «Это больше не повторится» (1909). Жанр, в котором стал работать Де Морган-писатель, критики определили «викторианским и провинциальным».
Де Морган скончался от лихорадки в Лондоне в 1917 году и был похоронен на Бруквудском кладбище.
Многие керамические произведения де Моргана хранятся в Музее Виктории и Альберта в Лондоне, в галерее Уильяма Морриса и в городском музее Бирмингема, музее Эшмола в Оксфорде и других музеях. В 2002—2014 годах в Центре Де Моргана в Лондоне (часть Музея Уондсворта) проходила выставка его работ и работ его жены Эвелин.

## Керамика Уильяма Де Моргана

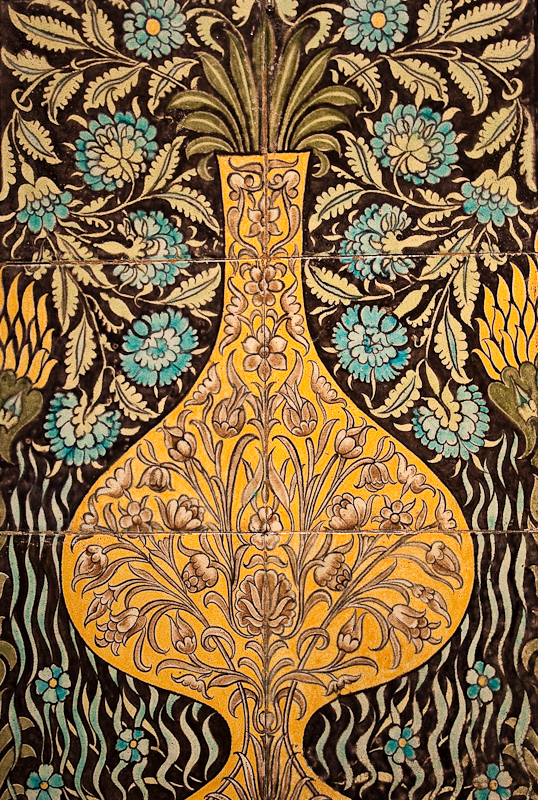
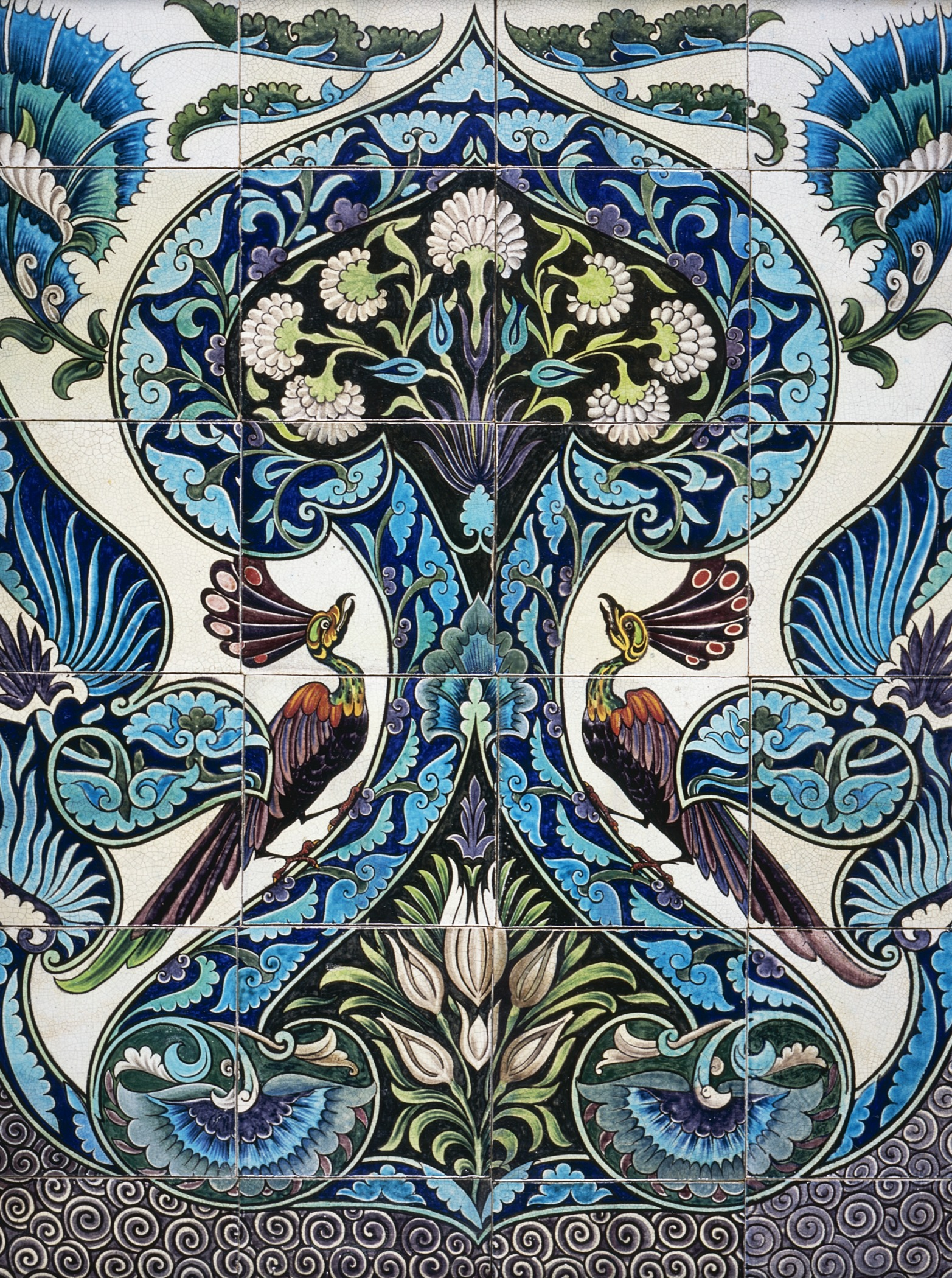
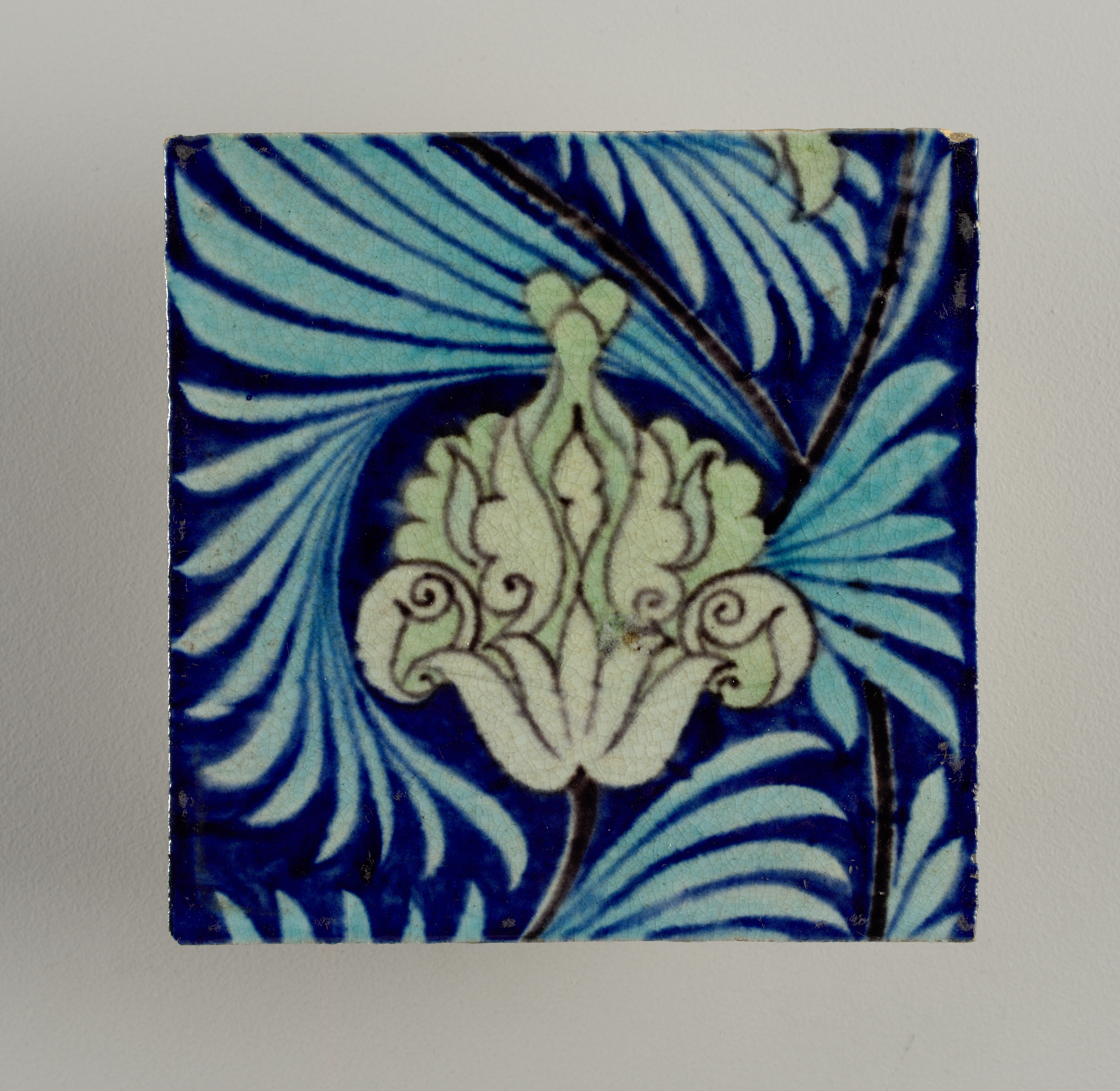
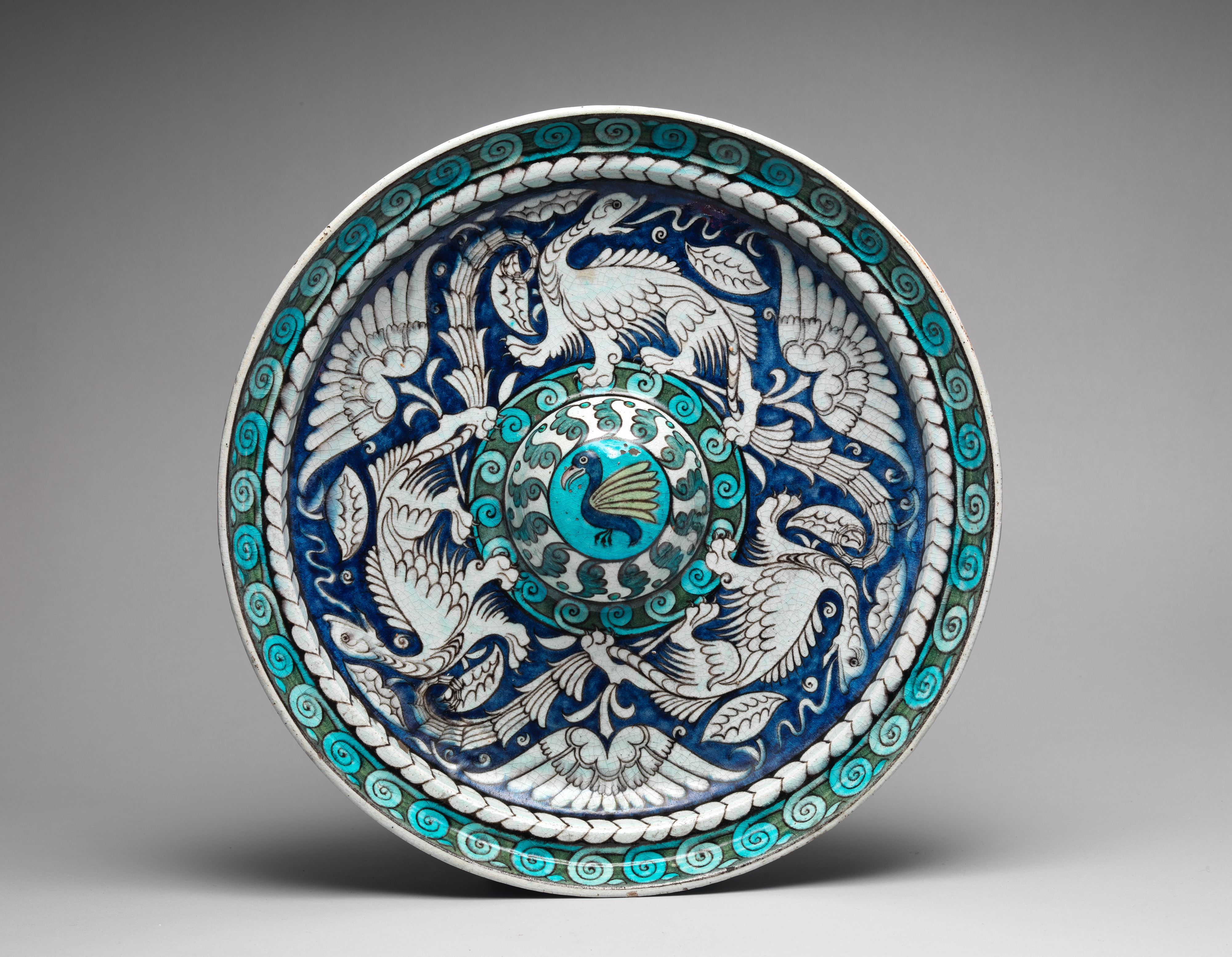
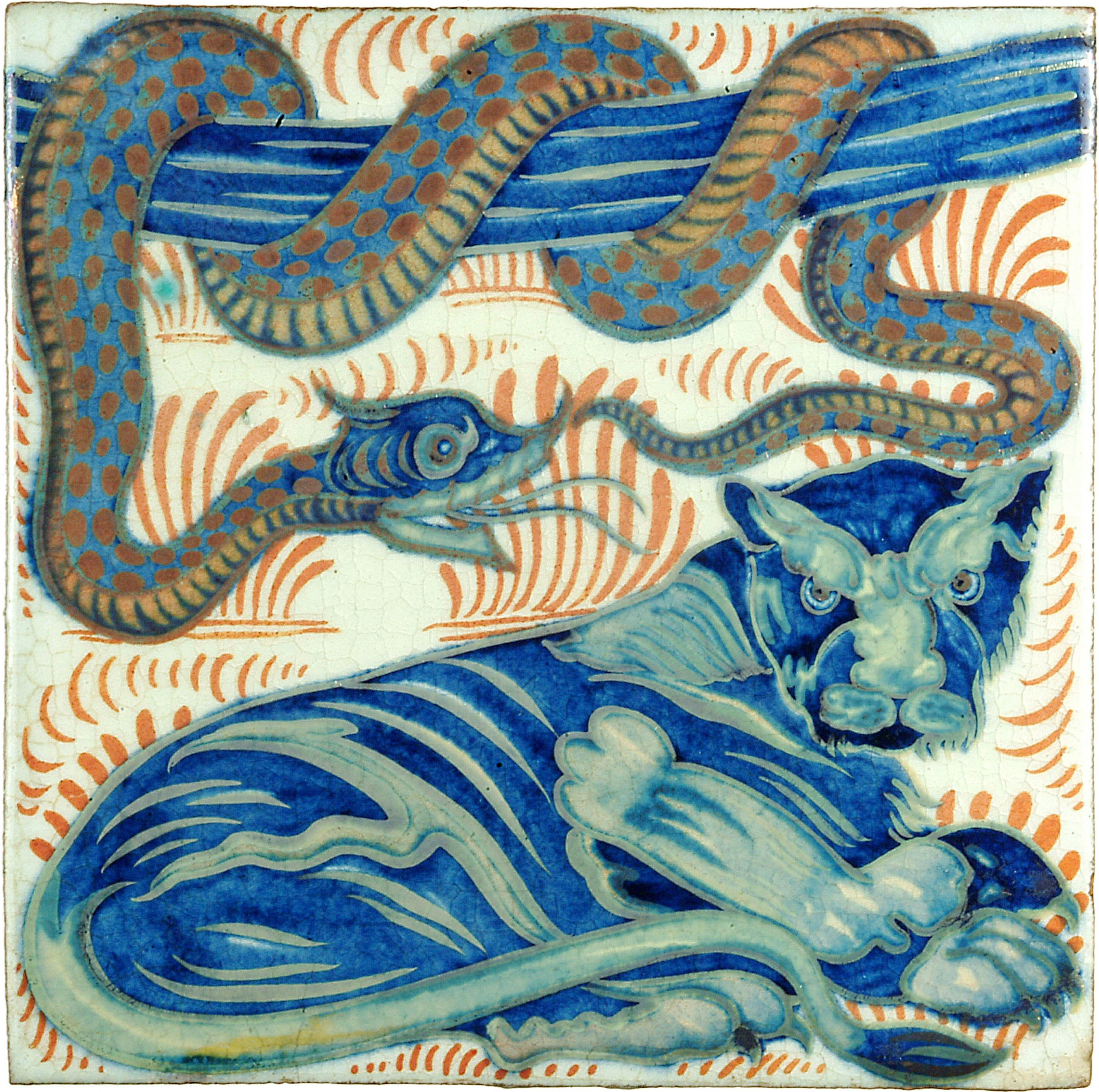
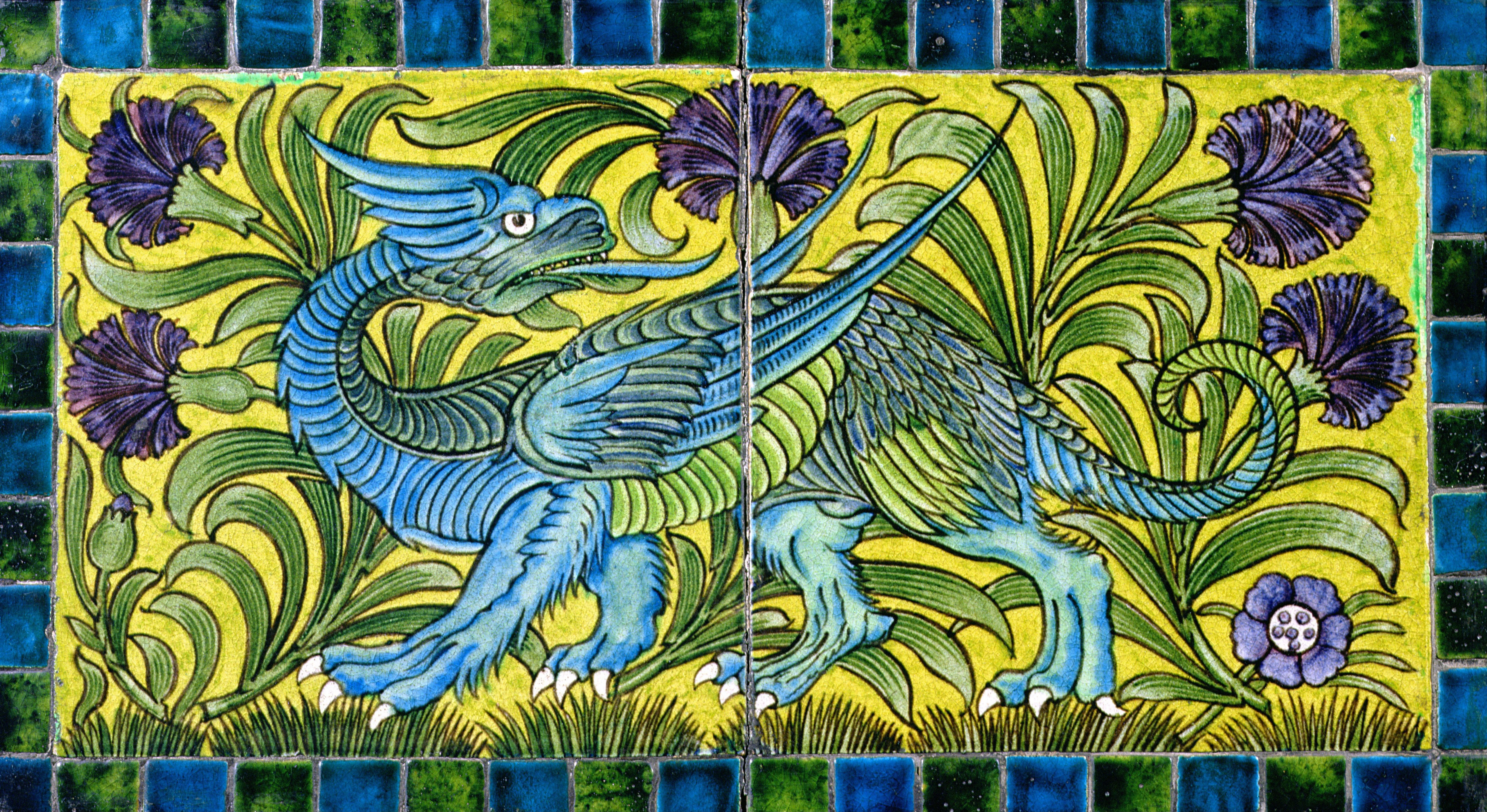
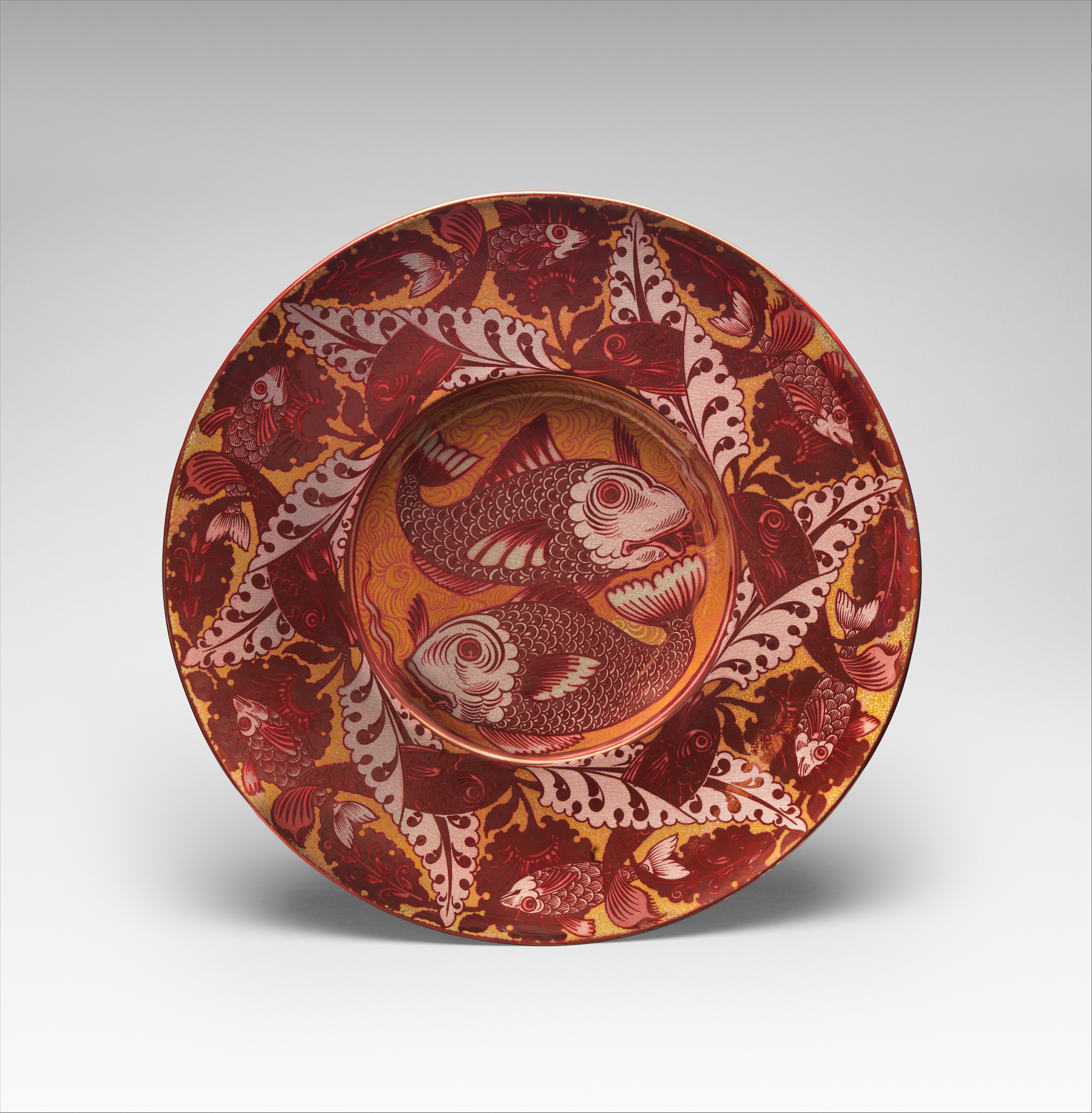
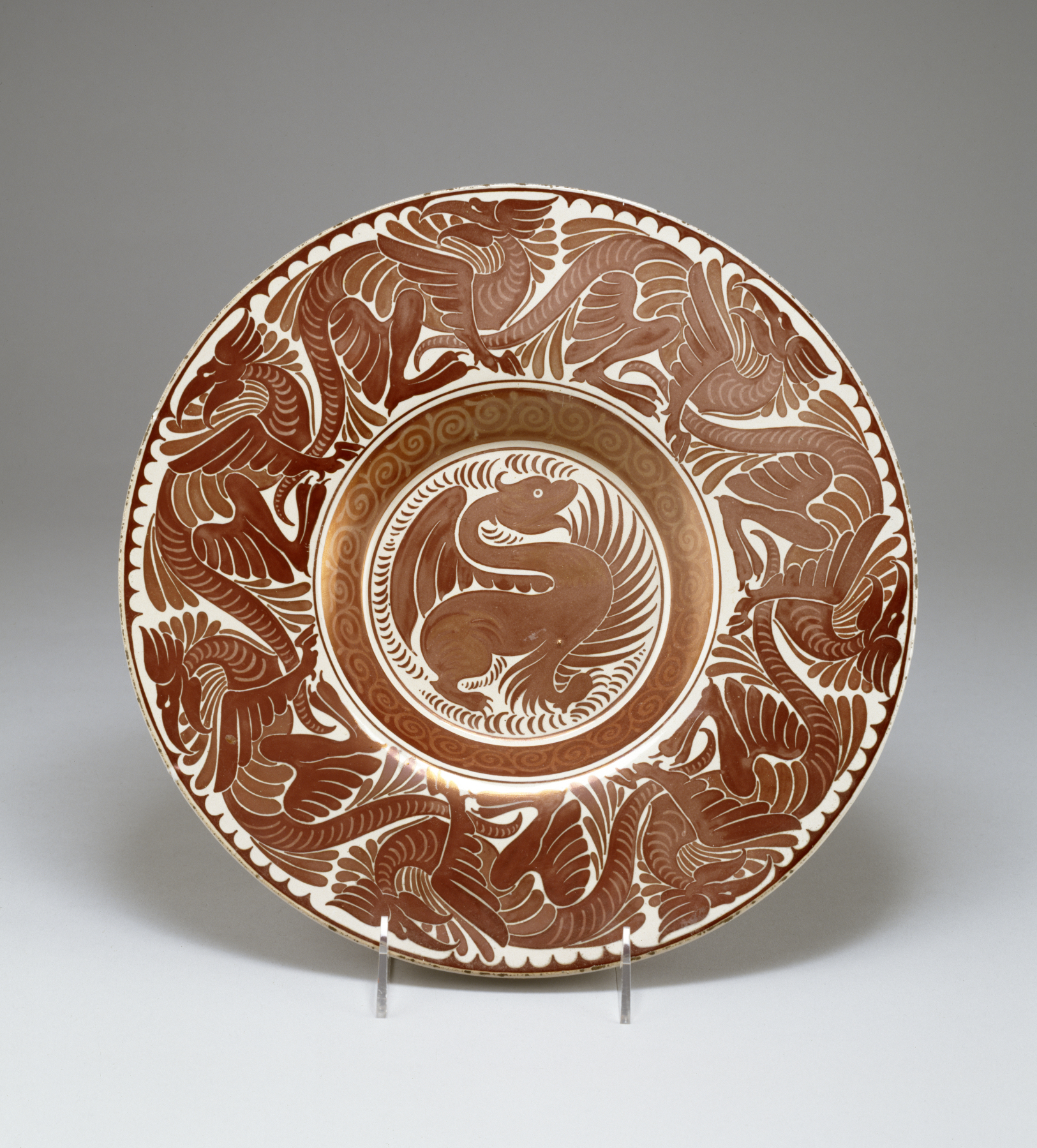
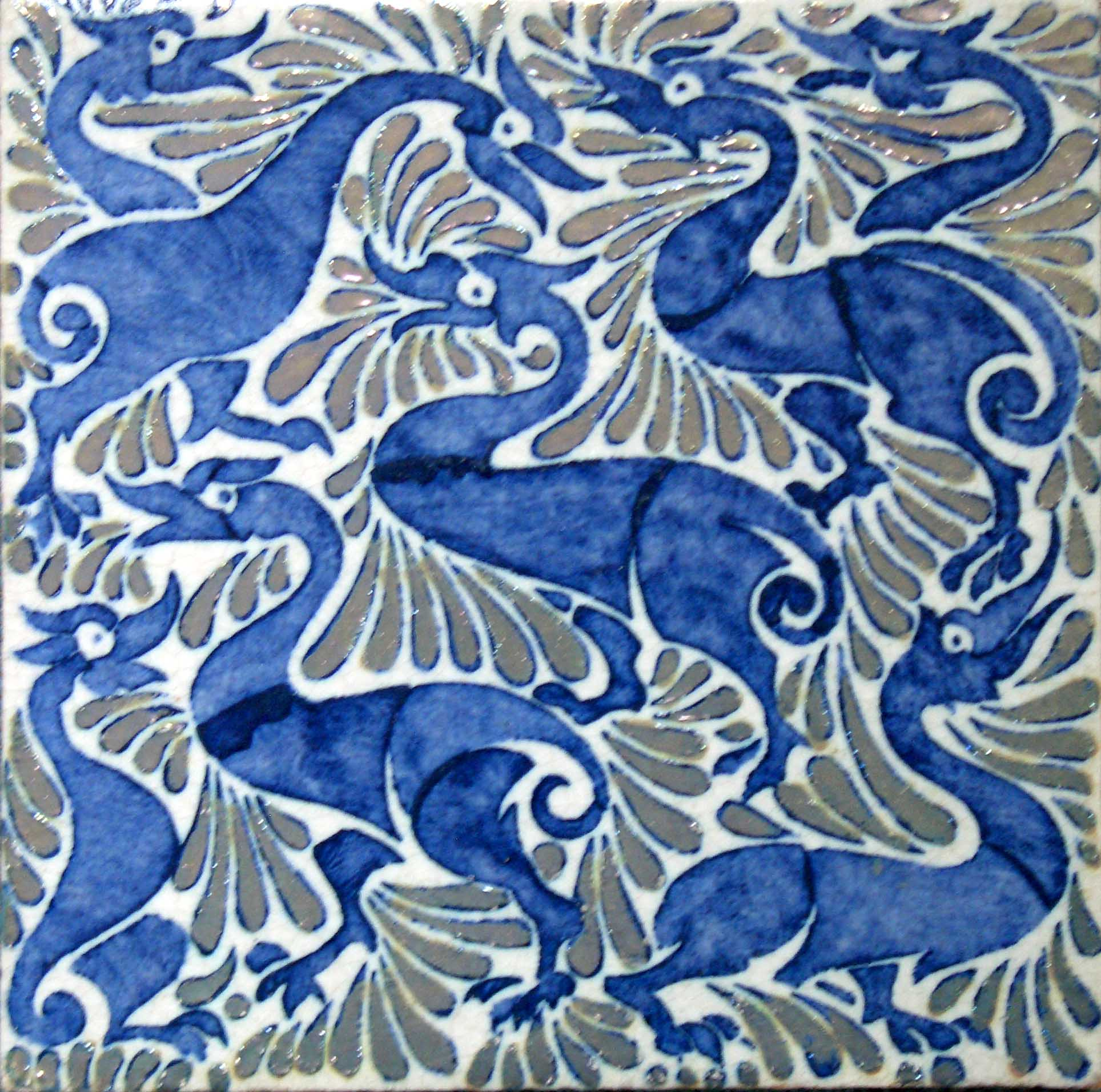
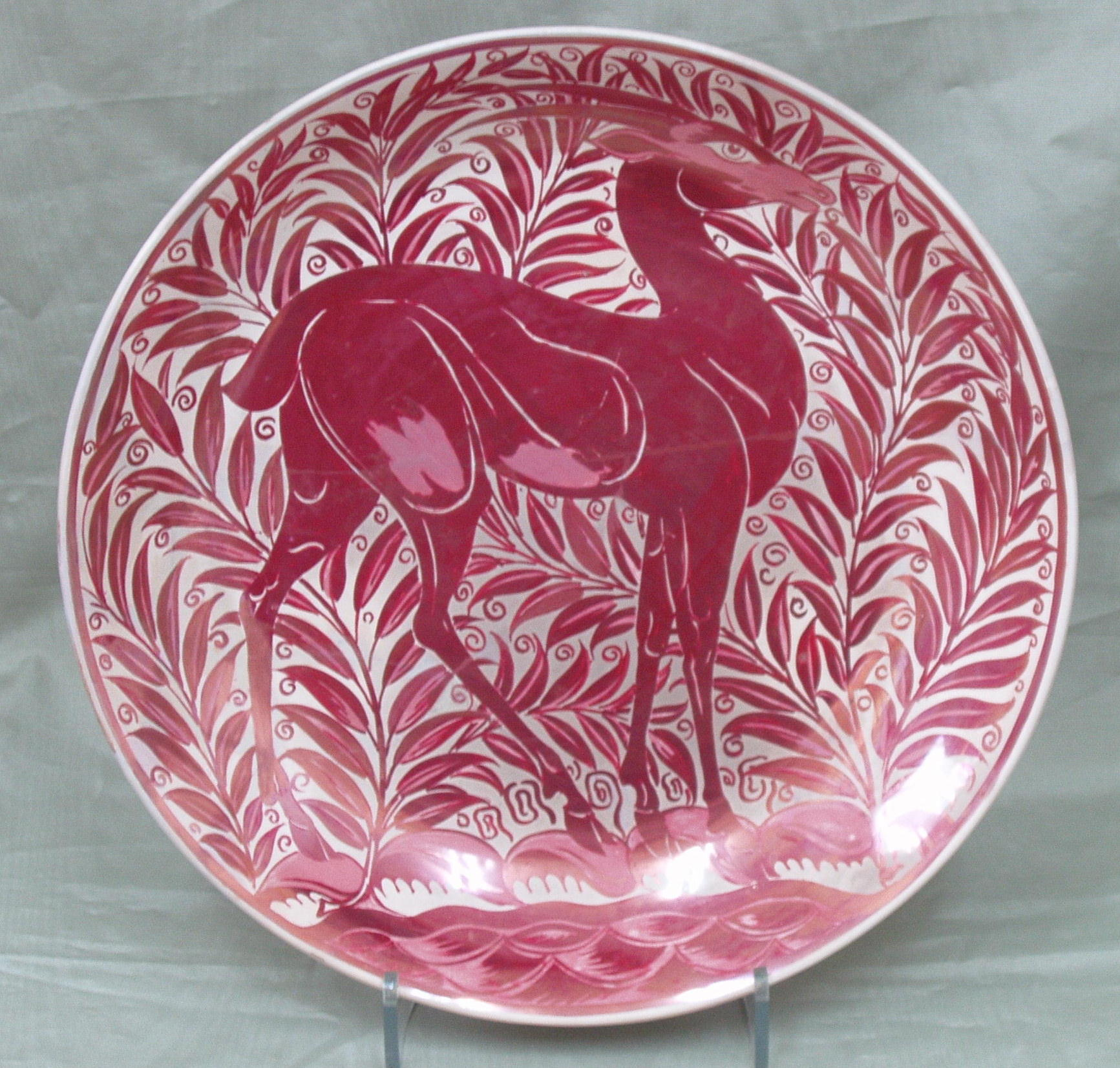
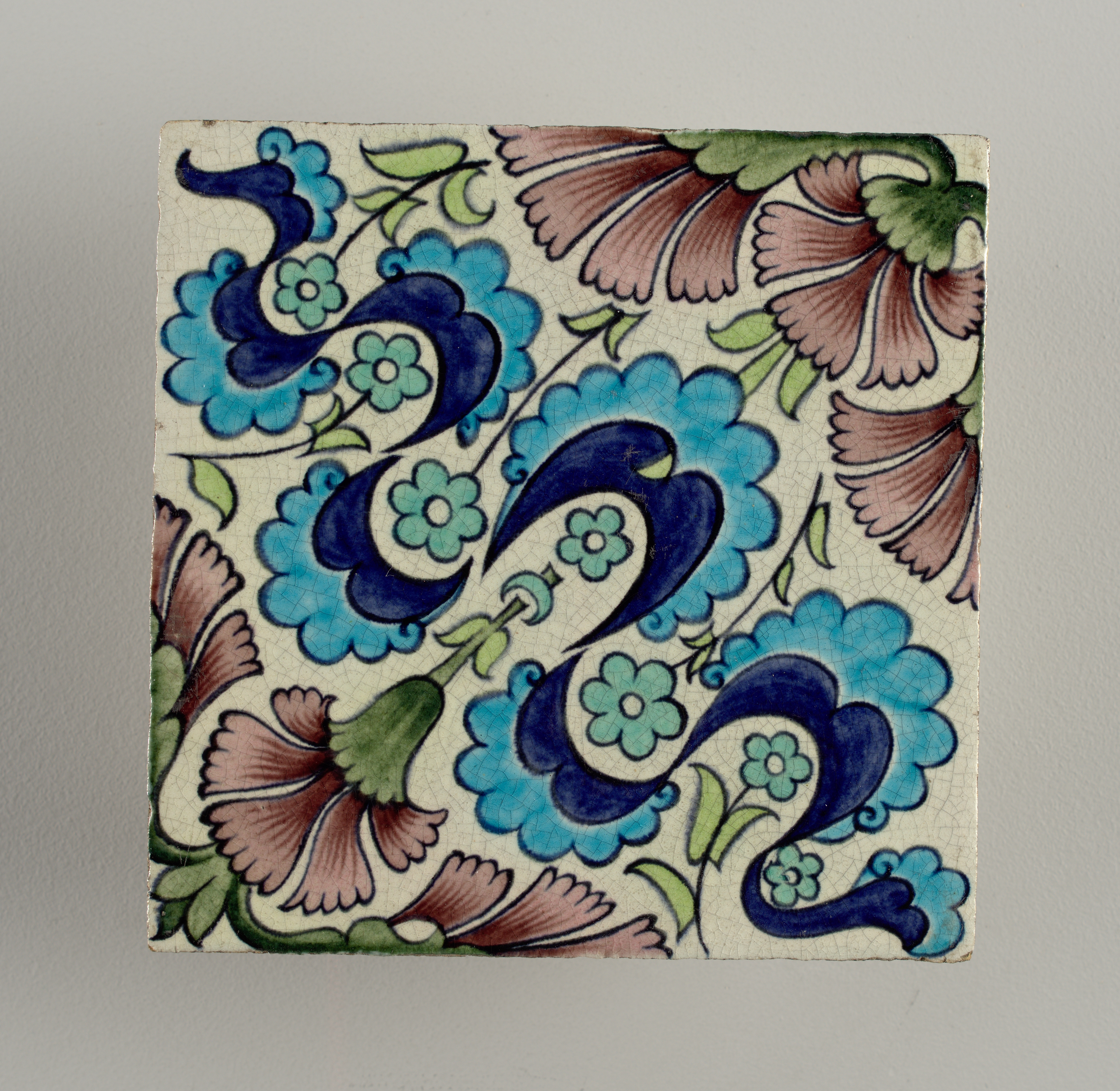
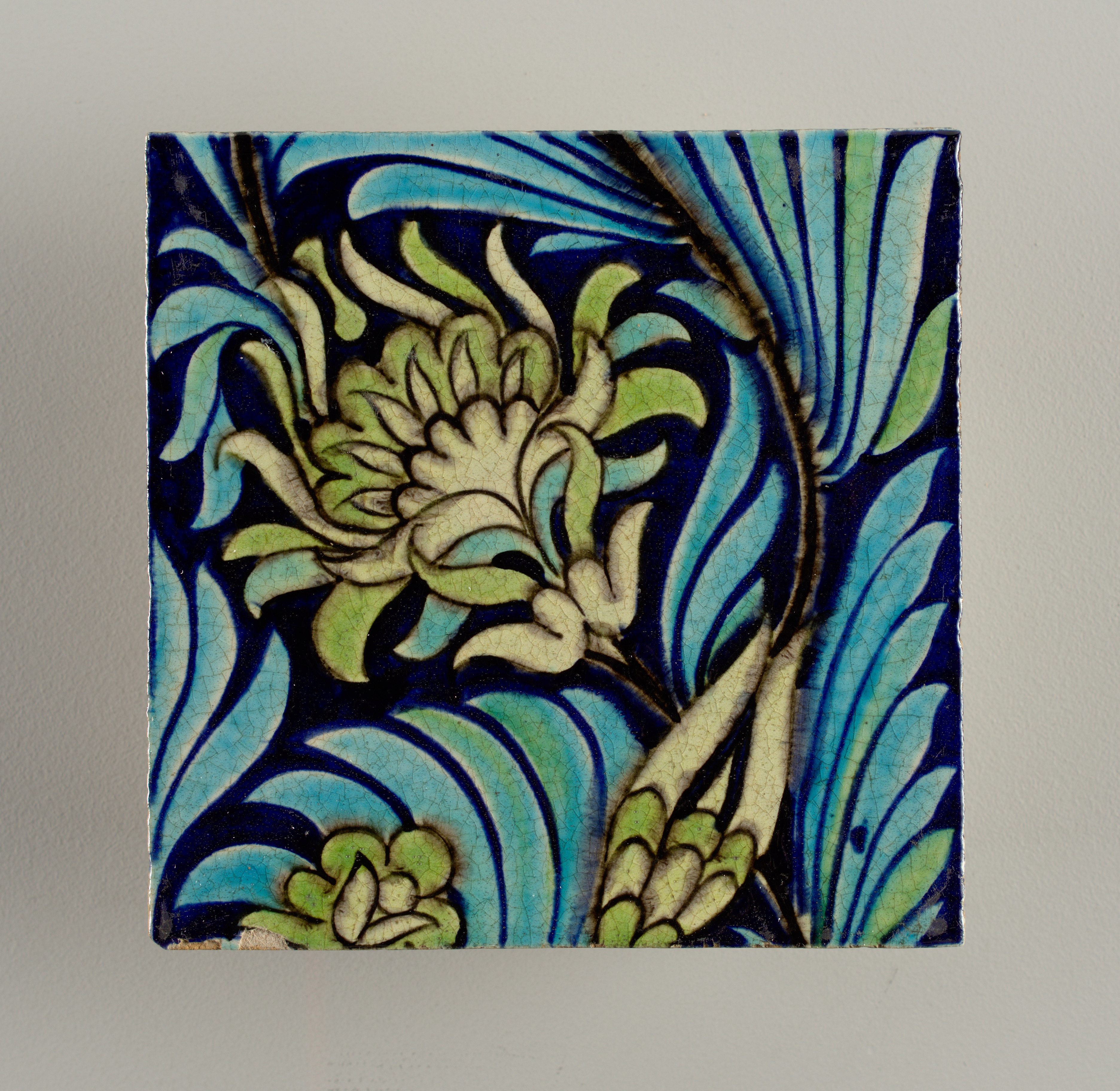
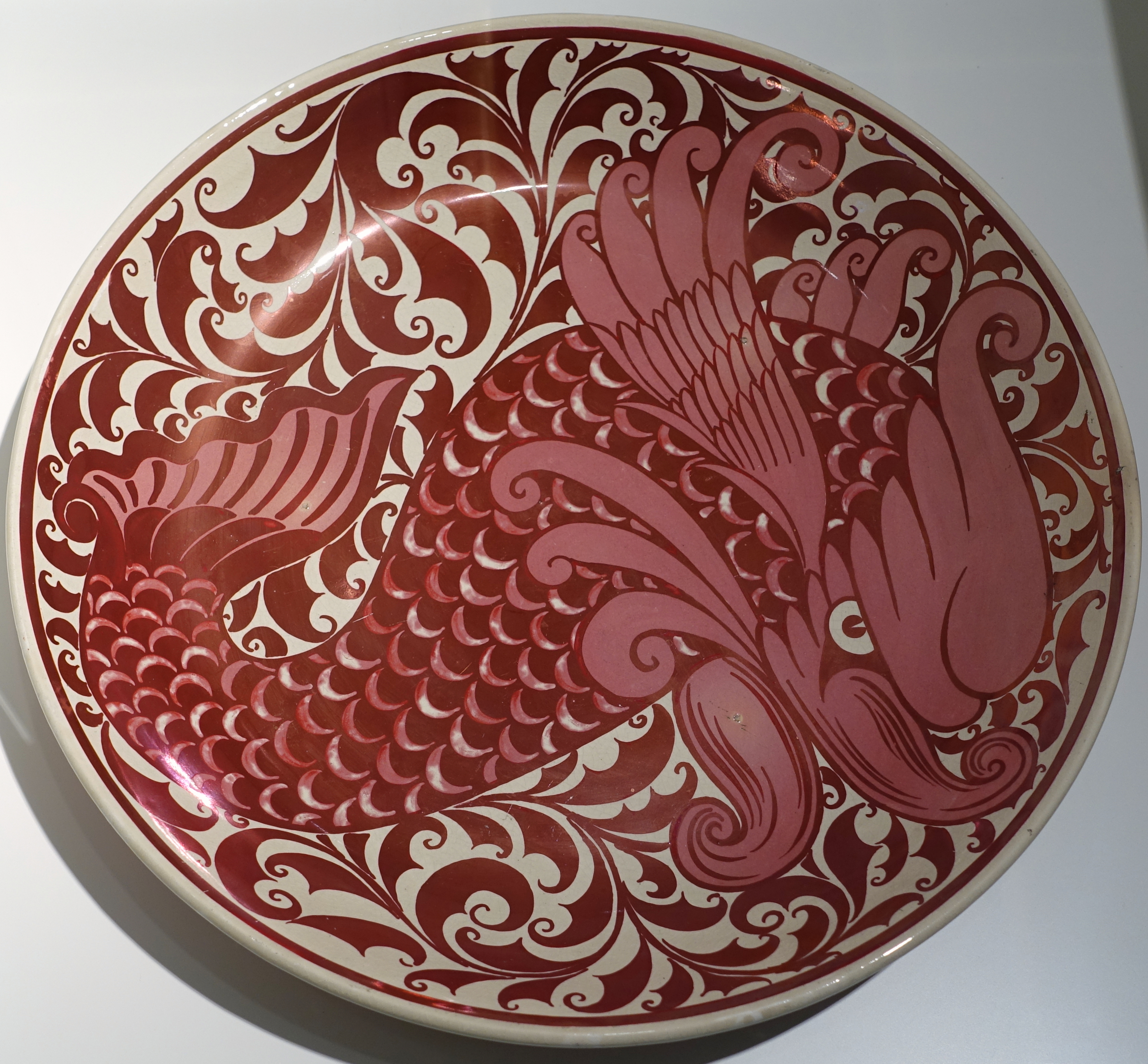